# Sybra ochreovittata
Sybra ochreovittata är en skalbaggsart som beskrevs av Stefan von Breuning 1939. Sybra ochreovittata ingår i släktet Sybra och familjen långhorningar.
Artens utbredningsområde är Sulawesi. Inga underarter finns listade i Catalogue of Life.